# Dennis William Stevenson
Dennis William Stevenson es un botánico estadounidense, autor de numerosos estudios sobre las clasificaciones y evolución de Cycadales.

## Algunas publicaciones
- Stevenson, DW. 1988. "Strobilar ontogeny in the Cycadales." En: Leins, P; P Endress, S Tucker. Eds. Aspects of Floral Evolution. J. Cramer, Stuttgart. 205-224 pp.
- Loconte, H; D Stevenson. 1990. "Cladistics of the Spermatophyta." Brittonia 42:197-211
- Stevenson, DW. 1990. "Morphology and Systematics of the Cycadales." Mem. N. Y. Bot. Gard. 57:8-55
- ----, H Loconte. 1995. "Cladistic analysis of monocot families." En: PJ Budall, PJ Cribb, DF Cutler, CJ Humphries, eds. Monocotyledons: Systematics and Evolution, pp. 543-578, Royal Botanic Gardens, Kew.
- ----, H Loconte. 1997. "Ordinal and familial relationships of pteridophyte genera." En: J Camus, M Gibby, R Johns, eds. Pteridology in Perspective, pp. 435-467. Royal Botanic Gardens, Kew.
- ----, K Norstog, P Fawcett. 1999. "Pollination biology of cycads." En: S Owens, P Rudall, eds. Reproductive Biology: En Systematics, Conservation, and Economic Botany, pp. 277-294. Royal Botanic Gardens, Kew
- ----, J Davis, J Freudenstein, C Hardy, M Simmons, C Specht. 2000. "A phylogenetic analysis of the monocotyledons based on morphological and molecular character sets, with comments on the placement of Acorus and Hydatellaceae." En: K Wilson, D Morrison, eds. Monocots: Systematics and Evolution. pp. 17-24. CSIRO, Melbourne.
- Daly, D; K Cameron, DW Stevenson. 2001. Plant systematics in the age of genomics. Pl. Physiol. 127: 1328-1333
- Stevenson, D. 2001. Cycadales. Flora de Colombia 21: 1-92
- Brenner, E; DW Stevenson, R Twigg. 2003. Cycads: Evolutionary innovations and the role of plant-derived neurotoxins. Trends in Plant Science 8: 446-452
- Davis, J; DW Stevenson, G Petersen, O Seberg, L Campbell, J Freudenstein, D Goldman, C Hardy, F Michelangeli, M Simmons, C Specht, F Vergara Silva, M Gandolfo. 2004. A Phylogeny of the monocots, as Inferred from rbcL and atpA sequence variation, and a comparison of methods for calculating jackknife and bootstrap values. Syst. Bot. 29: 467-510
- Artabe, A; A Zamuner, DW Stevenson. 2004. Two new petrified cycad stems, Brunoa gen. nov. And Worsdellia gen. nov., from the Cretaceous of Patagonia (Bajo De Santa Rosa, Province of Rio Negro), Argentina. Bot. Rev. 70: 121-133
- Osborne, R; AP Vovides, DW Stevenson. Proceedings of Cycad 2005: The 7th International Conference on Cycad Biology. Ed. New York Botanical Garden Pr Dept, ISBN 0-89327-490-9

### Libros
- Smith, n.; s. Mori, a. Henderson, d.w. Stevenson, s. Heald (eds.) 2004. Flowering Plants of the Neotropics. 594 pp. Princeton University, Press, Princeton.

- La abreviatura «D.W.Stev.» se emplea para indicar a Dennis William Stevenson como autoridad en la descripción y clasificación científica de los vegetales.[1]